# Giuseppe Vismara
Giuseppe Vismara, detto Peppino (Seregno, 23 marzo 1888 – 16 settembre 1974), è stato un imprenditore, banchiere e filantropo italiano.

## Biografia
Giuseppe Vismara studiò nel Pontificio Collegio Gallio di Como. Iniziò la carriera lavorativa aprendo, insieme con i suoi fratelli, un negozio di salumeria. In seguito aprì una rivendita di carta.
Divenne nel 1912 Presidente della società sportiva "Pro Victoria", sorta nel 1906 all'Oratorio di San Biagio a Monza, società di cui fu il principale sottoscrittore nel 1911 dell'affitto di due campi, trasformati in impianti sportivi a Triante in via Cenisio e nella via Torneamento (attuale via Vittorio Veneto nello spazio dell'oratorio dietro la Chiesa del Sacro Cuore), impegnandosi a pagare al Comune di Monza il costo per 3 anni.
Dopo la fine del primo conflitto mondiale fu uno dei propugnatori dell'acquisto del terreno di via Manara di fronte alla "Fonderia Anzani", terreno su cui sorse il campo di calcio del Pro Victoria F.C. fino al 1927 e successivamente l'attuale oratorio e gruppo scuole.
Nel 1931 acquistò una cartiera a Lanzo d'Intelvi e successivamente una a Malavedo (frazione di Laorca, vicino a Lecco). Nel 1933 rilevò l'obsoleta cartiera di San Cesario sul Panaro e la rilanciò con investimenti per la produzione della carta oleata per alimenti.
Con obiettivi filantropici, iniziò a investire parte delle sue ricchezze per realizzare opere di beneficenza: la prima fu l'oratorio di San Biagio a Monza, inaugurato nel 1940. Nel dopoguerra si impegnò a costruire almeno una chiesa all'anno. Collaborò alla realizzazione di centri sociali per i giovani (La Città dei ragazzi a Modena nel 1947, Il Centro giovanile Cardinale Schuster a Milano nel 1954). Per i suoi progetti di benefattore fu in stretto collegamento con il Cardinale Schuster di Milano, il Cardinale Lercaro di Bologna e il Cardinale Montini anche dopo che divenne Papa Paolo VI.
Tra le attività imprenditoriali la fondazione della casa cinematografica ICMEA, dell'impresa edile Domus, della banca Piccolo Credito Artigiano, nonché l'acquisto della casa editrice Bietti e della Gazzetta dello Sport.
A lui è dedicato il Centro "Peppino Vismara" costruito a Milano nel 1979, ad oggi impianto sportivo casalingo delle formazioni femminili e giovanili del Milan.